# 托米尼奥
托米尼奥，是西班牙加利西亚自治区蓬特韦德拉省的一个市镇。 总面积107平方公里，总人口11.371人（2001年），人口密度106人/平方公里。